# اولوتوپ
اولوتوپ (انگلیسی: Ulutup) یک شهرک در شهرستان کوگارچینسکی جمهوری باشقیرستان در کشور روسیه است.